# H&K G28
H&K G28とは、ドイツのヘッケラー&コッホ社が開発した半自動式狙撃銃である。

## 概要
21世紀に入り、ドイツ連邦軍は選抜射手ライフル（マークスマンライフル）として長らく使用してきた、H&K G3自動小銃の狙撃銃型（H&K G3A3ZF及びH&K G3SG/1）の後継を検討した。
選定と実射試験は2010年3月より開始され、当初はH&K HK417に二脚を備えて狙撃照準眼鏡を搭載し、狙撃銃仕様とした「G27」が第1候補とされ、G27はG3の狙撃型に比べて携行性・操作性に優れると評価されたが、ドイツ連邦軍がアフガニスタン戦争へ参加した結果、それまでの想定よりも遠い距離で交戦する例が多く、HK417では遠距離射撃時における精度が不足しているとの判断が下され、同年7月、G27は一旦は不採用となった。しかし、比較検討された銃の中で、HK417のヨーロッパ民間向けモデルであるMR308に精度の高い競技用銃身を使用したものの評価が高く、これを基にH&K社では若干の改修を加えたものをアメリカ向け民生モデル「DMR762」の名称で開発、DMR762は試験の結果、連邦軍の要求を満たしていると評価された。
DMR762の難点としては、銃本体だけで5.8kgの重量があり、狙撃照準装置他の付属装備を全て装着すると9kgを超える重量があるため、歩兵小隊の装備として用いる“マークスマンライフル”としては重すぎて運用に困難が伴う、との評価がなされたことであったが、これは高倍率の狙撃照準眼鏡と二脚、各種オプションを装着した、より狙撃に特化した“Standard”と、基本的には狙撃照準眼鏡のみを装着し、軽量であることを主眼とした“Patrol/Scout”の2タイプを製造・装備し、またこの2タイプを前線補給処レベルの作業でパーツを組み換えることにより変更可能な構成とすることで解決し、この改修後DMR762が2011年8月、一部仕様を変更の上で「G28」の制式名称で採用され、同年12月よりドイツ連邦軍によってアフガニスタンで実戦に投入され、140セットが正式に発注された。2012年6月には更に140セットが追加発注されている。
G28は、ドイツ連邦軍が総計560セットを発注した他、フランス軍において評価試験の結果採用が決定しているが、正式な発注はなされていない。また、DMR762はドイツ連邦警察（BPOL）によりG3SG/1及びPSG-1の後継として評価試験が行われている。また、2014年にはハンドガードとロアレシーバーに改良を加えヘビーバレル化したアメリカ向け輸出モデルG28Eが、アメリカ陸軍がM110狙撃銃の更新を図るために2012年より開始したCSASS（Compact Semi-Automatic Sniper System：コンパクト半自動狙撃銃システム）計画の採用試験に参加するために開発され、選考の結果、2016年4月1日、採用が決定し最大3,643 挺の導入が決定した。M110A1としての最終的な仕様では多くの変更が加えられた。
H&K社では他にもHK416/417を採用、もしくは導入を検討している国に対してG28シリーズの積極的なセールスを行っている他、DMR762をドイツを始めとした各国に法執行機関向けの狙撃銃として提案している。

## 特徴
G28は、浸水対応性を初めとした原型のHK416/417の持つ高い耐久性と堅牢さを備える上、標準弾を使用した場合で1.5 MOAの精度が保証されている。アッパーレシーバーは基体であるHK417シリーズとは異なり、素材がアルミニウム合金ではなくスチールに変更されている。構成部品の約75%、120点のパーツにはHK417シリーズと互換性があり、特に調整なく交換可能である。
銃身は冷間鍛造によって製造された421mm（16.57インチ）長の高精度なもので、機関部と接続されている銃身後端以外には支持点のない“フリーフローティングバレル”構造となっており、銃身の中程にあるガスブロック先端には亜音速弾の使用時に初速と精度の最適化を図ること、及び発砲を重ねた際にガスポートやシリンダーの能力が低下することに対応するための2段階可変式の規制子（ガスレギュレーター）が装備されている。銃口部には5つのスリットを持つ大型の消炎器（フラッシュサプレッサー）が装着されている。
またライフリングの周期も原型のHk-417から変更されており、1:11inchから1:12inchとなっている。これは弾頭が銃身内を12インチ進むごとに1回転することを示す。一般的に周期が短い（転度が大きい）方が弾道的に安定していると言われるが、同じ弾薬を使用する場合初速周期が短い方が初速が低くなる。
ハンドガードは銃身に接触しない“フリーフローティング式（無接触式）”の取付構造で、上下左右4面及びアッパーレシーバー上面にはNATO規格STANAG4694またはSTANAG2324及びMIL規格MIL-STD1913に適合するレイルシステムを備えており、光学照準器が使用できない状況に備えて折畳式（フリップアップ式）の照星と照門が装着されている。ハンドガードには銃身を消炎器の後端まで覆うロングタイプとガスチューブ部まで覆うタイプのショートタイプの2種類があり、工具を用いた組み換えにより変更できる。
作動形式は原型であるMR308（MR762）と同一のショートストロークピストン型ガス圧作動方式であり、機関部の構造も同一で、セミオートのみでフルオート機能はないため、セレクターは2段階式であることも同じである。セレクターは左右両側で操作できる両用式(アンビタイプ)となっており、ボルトキャッチはボタン部分がHK417/MR308に比べて大型のものとなり、周囲にL字型のガードが追加されている。トリガーガードは手袋を填めていても引き金を引きやすいように下方に湾曲した形状のものに変更されている。
銃床は“Fully Adjustable”と呼ばれる床底部（ショルダーパッド）と頬当て（チークパッド）の位置を細かく調整可能な伸縮式（テレスコピック型）のもので、HK417用の通常型の伸縮式銃床も部品の組み換えにより使用できる。
弾倉はHK417と同じく残弾確認の容易な半透明プラスチック製のものが用いられており、標準で装弾数10発のものを使用するが、HK417と同じ装弾数20発のものも使用可能である。
照準装置は光学照準器が標準装備され、シュミット＆ベンダー（S&B）社製 PMII3-20x50もしくは PMII1-8x24 狙撃照準眼鏡のうちどちらかを選択して搭載し、状況に応じて装備される追加機器として、ラインメタル LLM-01 レーザーポインター、AimPoint microT-1 ドットサイト、Qioptiq Merlin LR 外装式暗視装置、InsightTechnology CNVD-T3熱線映像装置、jenoptik HLR15レーザー距離計、チークパッド、垂直型フォアグリップとハリス（Harris）社製の折畳式二脚が含まれる。
アフガニスタンでの戦闘に投入されるために発注されたこともあり、現行のモデルは全てタンカラーとなっているが、H&K社ではタンカラーの他に各種の迷彩塗装を施したものや、標準的な黒色系のモデルも生産可能としている。

## 各型及び派生型

### G28
ベースモデル。

### G28E2
ドイツ連邦軍制式型の基本（Standard）型。PMII3-20x50スコープを搭載、折畳式の二脚を標準的に備える他、各種の付属装備を装着する。銃床は調整可能な可変型が選択される。

### G28E3
ドイツ連邦軍制式型のうち、“G28 パトロール（Patrol）”もしくは“スカウト（Scout）”と呼ばれる軽量型。PMII1-8x24スコープのみを搭載し、ハンドガードがショートタイプに、銃床がHK417と同じものになる等、-E2型を持ち運びに適したものとして軽量化が図られている。弾倉は20連型が標準となる。

### G28E
アメリカ陸軍のCSASS（コンパクト半自動狙撃銃システム）計画の採用試験に参加するために開発された輸出向け軽量型。なお、“G28E”の名称だが上述の-E2型や-E3型よりも後に開発・発表されたモデルである。
G28E3を基に、ハンドガードをKeyMod式レイルシステムに似たものとして軽量化し、OSS（Operators Suppressor Systems）社製のモジュラー式サプレッサーが装着されている。ロアレシーバーはHK417A2／MR308A3に準じた、セレクターに加えてボルトリリースとマガジンキャッチがアンビタイプとなったものになっており、トリガーはストップスクリューが追加されている。
2016年4月にはCSASSとして選定され、“M110A1”の名称で制式採用されることが決定されたが、M110A1としての最終的な仕様では多くの変更が加えられた。

### M110A1 CSASS
2016年4月、Heckler＆Koch社のG28軽量バージョンが、M110 SASS（半自動狙撃システム）に代わる米陸軍のコンパクト半自動狙撃システム契約を獲得、M110A1 CSASSとして採用され、最大3,643 挺の導入が決定された。
軽量化の要件を満たすため、鋼ではなくアルミニウム製の上部レシーバーを使用している。M110A1 CSASSは、Geissele社製M-LOKレールハンドガード、Geissele社製光学マウント、Schmidt＆Bender社製3–20×50 PM II超短望遠鏡サイト、OSS社製SRM6サプレッサー、Harris社製6-9 バイポッドとマウント、および調整可能な折りたたみ式銃床を備えている。遠距離射撃に適したM118LR弾薬を使用する。
しかしながら、2017年以降2022年に至るまで米陸軍はM110A1 CSASSを配備しておらず、M110A1 CSASSを取り巻く環境は不透明である。米陸軍はナイツアーマメント社と2020年にM110 SASSを調達する1,300万ドルの5年契約を結んでいたが、2022年にM110A2も含めて調達する内容に契約変更している。

### M110A1 SDMR

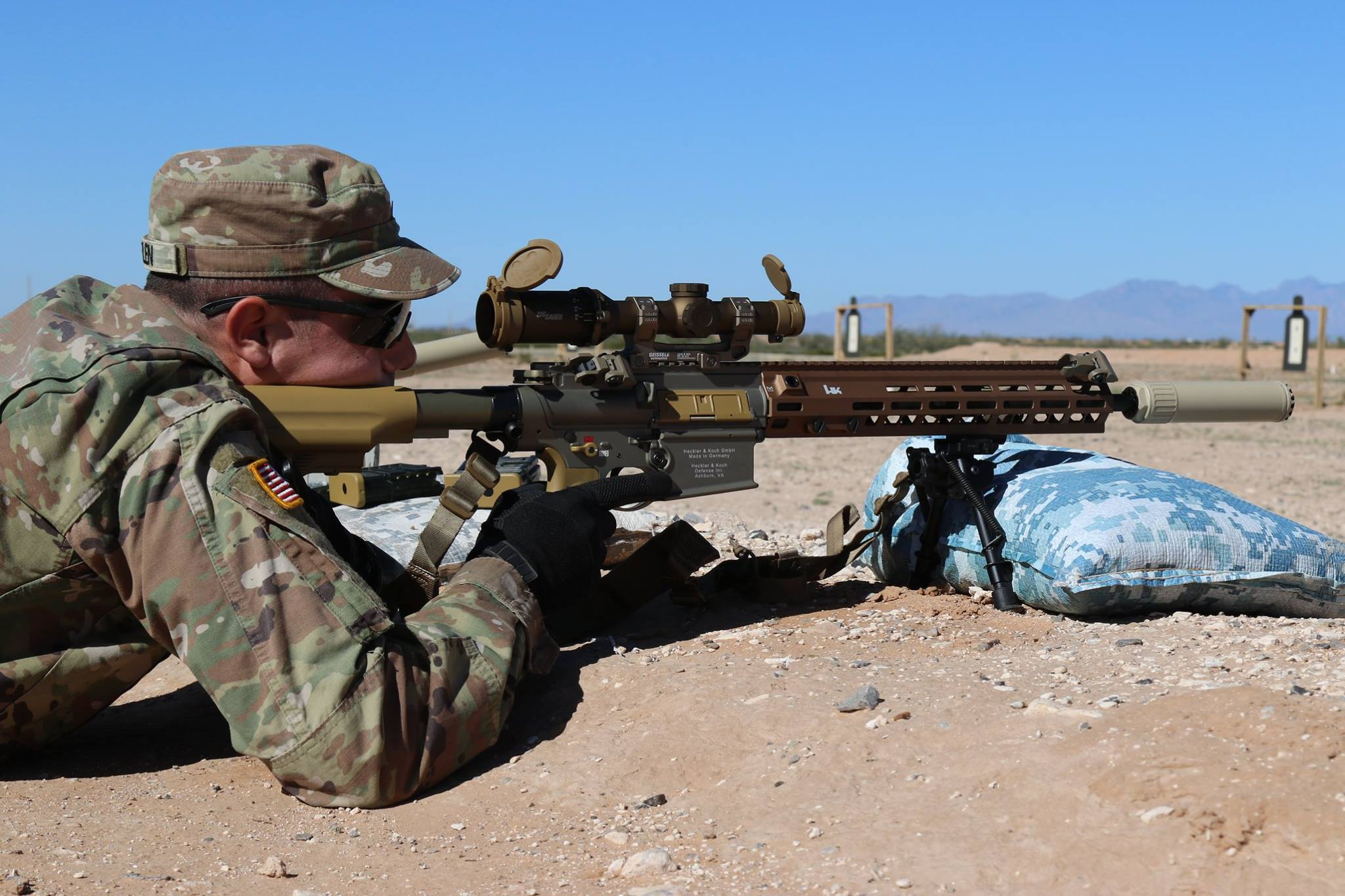
M110A1 SDMR。銃の右斜め上には折り畳み式のバックアップ用照準器が装着されている

2018年3月、米陸軍は、G28 / M110A1の派生型を分隊指定射手ライフル（SDMR）として歩兵分隊に支給することを発表した。M110A1 SDMRは、2009年以来陸軍により使用されていたMk14 EBRの後継となる。SDMRモデルはテスト期間の一時期、M110E1と呼称されていたが、現在ではM110A1 SDMRと呼称されている。
SDMRモデルは、CSASSモデルとは異なる銃床とバレルツイストが装備される。M80A1弾薬またはボディアーマーに対して効果を発揮するXM1158弾薬が使用される。0〜600 m（0〜656 yd）の迅速な調整を行うためのよりシンプルなSIG社製TANGO6 1-6×24望遠鏡サイトが装備される。TANGO6 1-6×24望遠鏡サイトは、高速照準用の赤い馬蹄形と、拡張範囲弾丸ドロップ補正（BDC）で照らされたフロント焦点面照準を備えている。発射音の大きな7.62×51mm NATO弾を使用する射手を敵から識別しにくくするために、サプレッサーが装備される。
2020年3月、米陸軍はH&K社との契約を更新し、新たに3,350万ドル（約35億円）分の分隊選抜射手ライフル型M110A1 SDMRを追加購入することを発表している。
歩兵隊、工兵隊、偵察隊の編成では分隊毎に1丁ずつ、およそ6,000丁のSDMRが州兵も含め配置される予定である。米陸軍は2020年4月に、最初のM110A1 SDMRを受領した。2023年中には配備が完了する見込み。
2022年4月、米空軍は1,464丁のM110A1 SDMRの配備を発表した。M24 SWSおよびM110 SASSを代替する見込みである。

### MR308/MR762
（MR762A1）

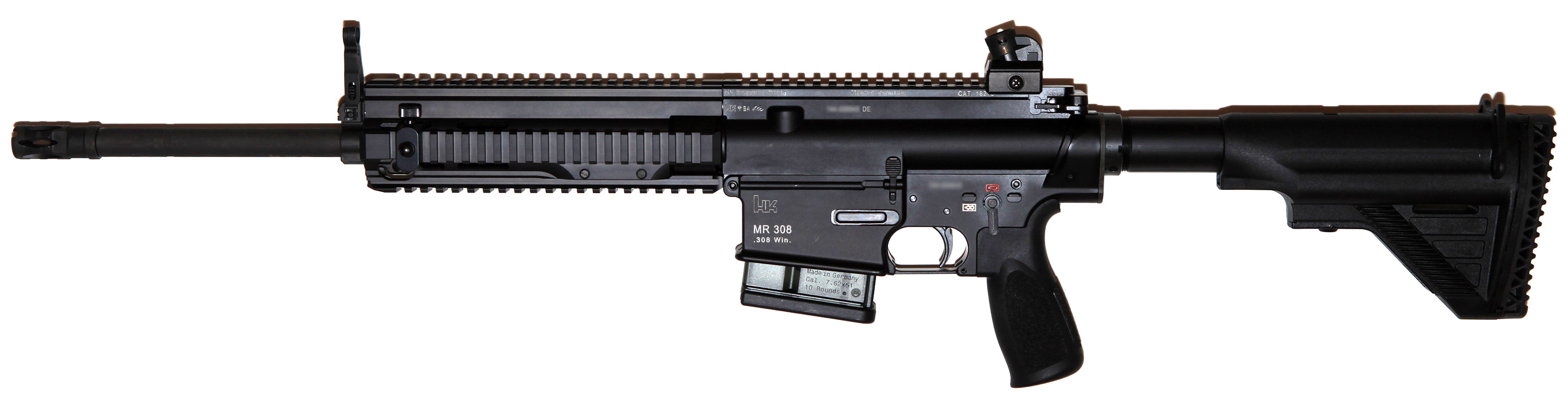
G28の原型であるH&K MR308
（10連弾倉装着時）

原型。H&K HK417の民間向けモデル。MR308はヨーロッパ市場向け、MR762はアメリカ市場向けのものの名称。2012年1月には一部仕様を変更した上で名称は「MR762A1」に統一されている。
MR762A1の銃身を高精度なものとし、銃床などをG28と同様のものとした民間向けモデルが、H&Kのアメリカ現地法人であるH&K Defence USA社から「MR762A1　L.R.P（Long Rifle Package）」の製品名で発売されており。H&K社では民間市場向けの他、法執行機関向けの狙撃銃としても提案している。
H&K純正のオプションパーツを組み合わせてG28様の外観としたMR308/762を個人で製作するユーザーもおり、組込み済みのものがMR308/762のカスタムモデルとして「MR308-28」「MR308"G28 Look"」などの商品名で販売されている。

### DMR762
MR308から上記MR762と共に派生した改修・法執行機関向けモデル。PMII3-20x50スコープを搭載、弾倉は10連型が標準となっている。ドイツ連邦警察に採用された。
当初はG28の試作型としてMR308を基に開発されたもので、G28E2と基本的に同一だが、消炎器の形状がHK417と同様である、ガスレギュレーターが装備されていない、銃床が調整可能なタイプではない、他の差異がある。

## 使用国
- ドイツ
  - ドイツ陸軍

- アメリカ合衆国
  - アメリカ陸軍 - G28EをM110A1として使用

- 日本
  - 陸上自衛隊 - 対人狙撃銃(M24 SWS)の後継として、2023年（令和5年）よりG28E2を調達開始（調達品名：「7.62mm対人狙撃銃G28E2」）。防衛省は最大900挺の調達を予定しており、量産単価は700万円、光学機器、バイポッド、垂直グリップを含め、総額93億円の予算を計上された。

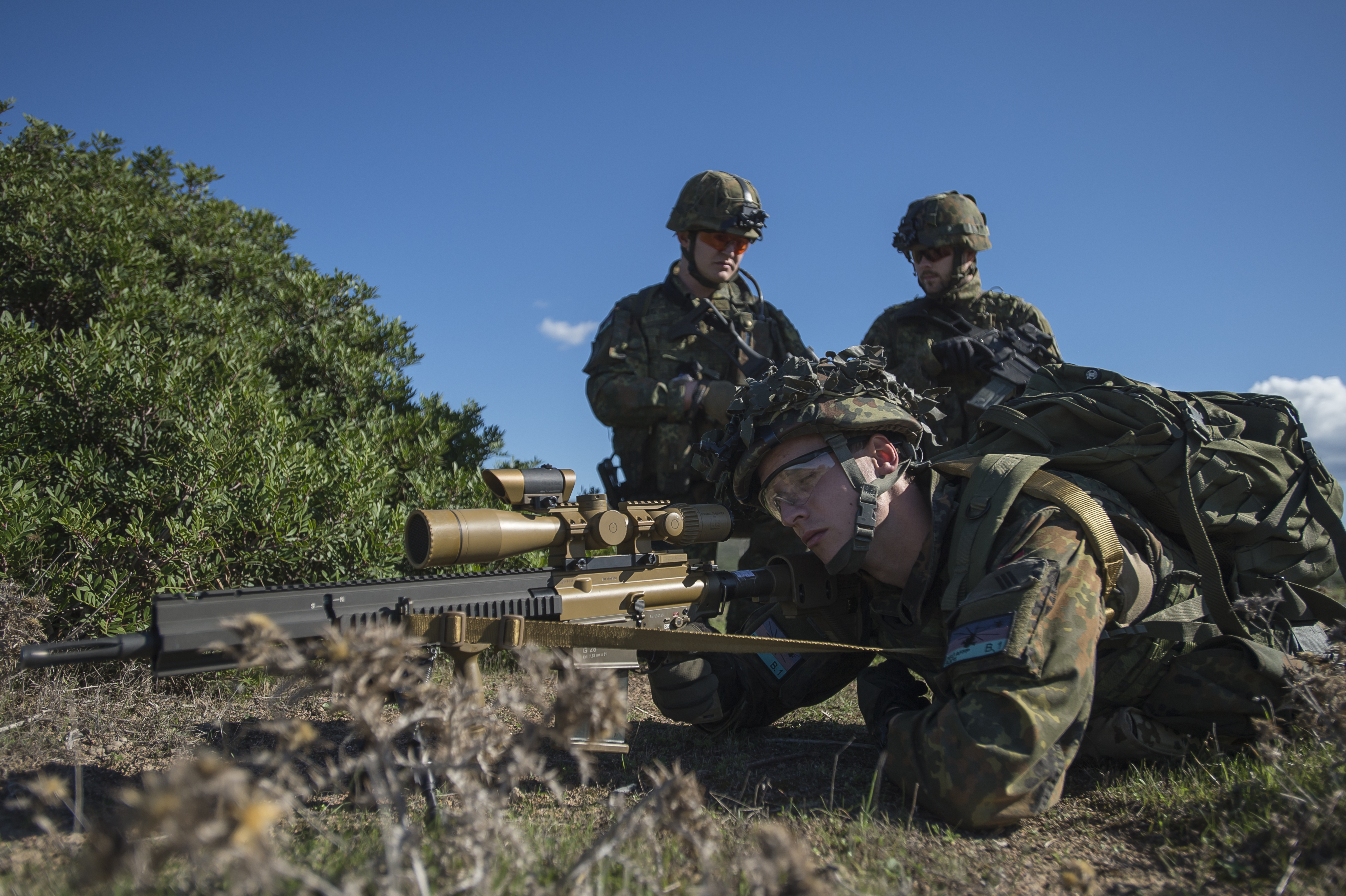
イタリア国家憲兵隊との合同演習でG28E2を構えるドイツ連邦軍兵士。弾倉は20連型が装着されている
（2015年10月の撮影）

| 国             | 組織名称                         | モデル       | 数量                                  | 導入年月  | 出典・参照元 |
| -------------- | -------------------------------- | ------------ | ------------------------------------- | --------- | ------------ |
| ドイツ         | ドイツ陸軍                       | G28E2/G28E3  | 560                                   | 2011年8月 | [ 13 ]       |
| ドイツ         | ドイツ連邦警察局（BPOL）         | DMR762       | 評価試験の結果採用を決定              | -         | [ 4 ]        |
| フランス       | フランス陸軍                     | DMR762/G28   | 評価試験の結果採用を決定              | 2013年    | [ 4 ]        |
| トルコ         | トルコ国家憲兵隊 特殊部隊（SOC） | G28E2        | 評価試験中                            | -         | -            |
| アメリカ合衆国 | アメリカ陸軍                     | G28E(M110A1) | 15（実用試験用）／3,643（調達予定数） | 2016年    | [ 6 ]        |
| 日本           | 陸上自衛隊                       | G28E2        | 評価試験の結果採用を決定              | 2023年    |              |

## 登場作品

### ゲーム
『ゴーストリコン ワイルドランズ』
「G28」の名称で登場する。
『Escape From Tarkov』
「HK G28」の名称で登場する
『コール オブ デューティ ゴースト』
G28E3が「MR-28」の名称で登場する。
マルチプレイでは3点バーストモードにカスタマイズすることが可能。
『ドールズフロントライン』
「Gr G28」の名称で登場する。

### 映画
『トゥモロー・ウォー』
主人公の父がエイリアンを倒す際に使用している。「HK G28」の名称で登場する。